# Relatív páratartalom

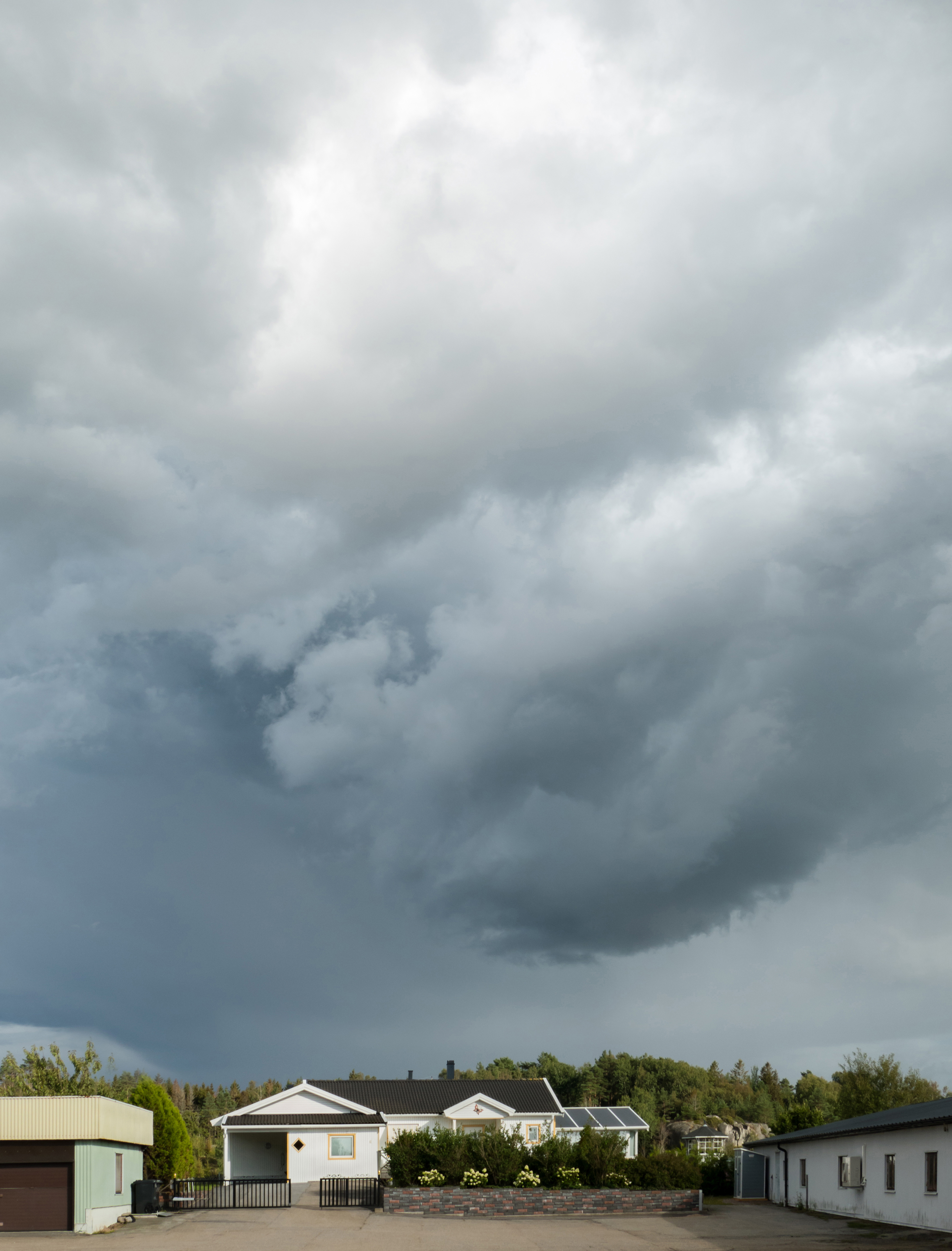
A felhők a magas relatív páratartalmú levegőben megjelenő jelenségek

A relatív páratartalom a levegő egyik, főleg meteorológiai és élettani szempontból lényeges jellemzője. Megmutatja a levegő által maximálisan tartalmazható vízgőzmennyiséghez képest a pillanatnyi tartalmat. Habár logikusan a relatív páratartalom nem vehetne fel 1-nél (100%-nál) nagyobb értéket, valójában azonban speciális körülmények között ennél magasabb is lehet.
Fiziológiai oldalról a relatív páratartalom főleg a bőr és a tüdő működését határozza meg. A meteorológia számára a csapadékképződésben játszott szerepe miatt érdekes. Ezzel kapcsolatos a harmatpont is, a kettő között összefüggés van. A relatív páratartalom a felhőképződésben a leglényegesebb szerepet játssza, így pedig az időjárás temperálásában is fontos szerepe van.

## Értelmezése
A folyadékok párolgása során a gáztérben a folyadék gőze jelenik meg. Ez egy dinamikus egyensúlyra vezető folyamat. A párolgás sebessége ugyanis (a többi paraméter állandó értéke esetén) a hőmérséklet függvénye, míg a kondenzációé a gőztartalomtól függ. A beállt egyensúly esetén a gőztartalom jól meghatározott, ezt telítettségnek nevezzük. Adott folyadék gőzének telítettsége tulajdonképpen csak a folyadéktól, a gáztól és a hőmérséklettől függ. Ha az első kettő rögzített, akkor a telítettség csak a hőmérsékletnek lesz függvénye.
A kondenzációhoz szükséges a kondenzációs gócok jelenléte, ezek hiányában a gőztér túltelítetté is válhat. Másrészt telítetlen gőztér esetén a kondenzáció esetleg el sem indul, a két anyag keveréke stabil állapotú.
Levegő és víz esetén, ami a természetben a legáltalánosabb, a telítettség mindössze a hőmérséklet függvénye. Értelmes hát a levegő pillanatnyi páratartalmát erre vonatkoztatva megadni, különösen, mert a különböző meteorológiai és élettani jelenségek szempontjából a kettő viszonya, és nem a páratartalom értéke a mérvadó. Mivel a gázok egyik legjellemzőbb paramétere a nyomás, ezért a relatív páratartalmat a parciális nyomásértékek alkalmazásával lehet legegyszerűbben, azaz mérésre alkalmasan meghatározni. A relatív páratartalom a következőképpen határozható meg:
{\displaystyle \rho ={\frac {p_{v}}{p_{a}}},}
ahol {\displaystyle \rho } a relatív páratartalom, {\displaystyle p_{v}} a gőz parciális nyomása, {\displaystyle p_{a}} pedig a levegőé. Hagyományosan a relatív páratartalom értékét százalékosan szokás megadni, hogy közérthetőbb legyen. Normálisan {\displaystyle \rho } értéke 0 és 100 százalék között van, azonban a túltelítettség esetén a {\displaystyle \rho >100\%} eset is lehetséges.
A képletben a nyomást a gőzsűrűséggel is helyettesíthetjük, ekkor a levegő parciális nyomása helyett a telített vízgőz sűrűségét kell beírni:
{\displaystyle \rho ={\frac {\rho _{act}}{\rho _{sat}}},}
itt act a mért, sat pedig a telítettségi adatot jelenti. Utóbbi a hőmérséklet függvényében a következő közelítéssel számolható:
{\displaystyle \rho _{sat}=5,\!018+0,\!32321T+8,\!1847\cdot 10^{-3}T^{2}+3,\!1243\cdot 10^{-4}T^{3},}
feltéve, hogy a hőmérsékletet Celsius-fokban mérjük. Ez a közelítő képlet −20 és 40 °C között megfelelő pontosságú.

## Mérése

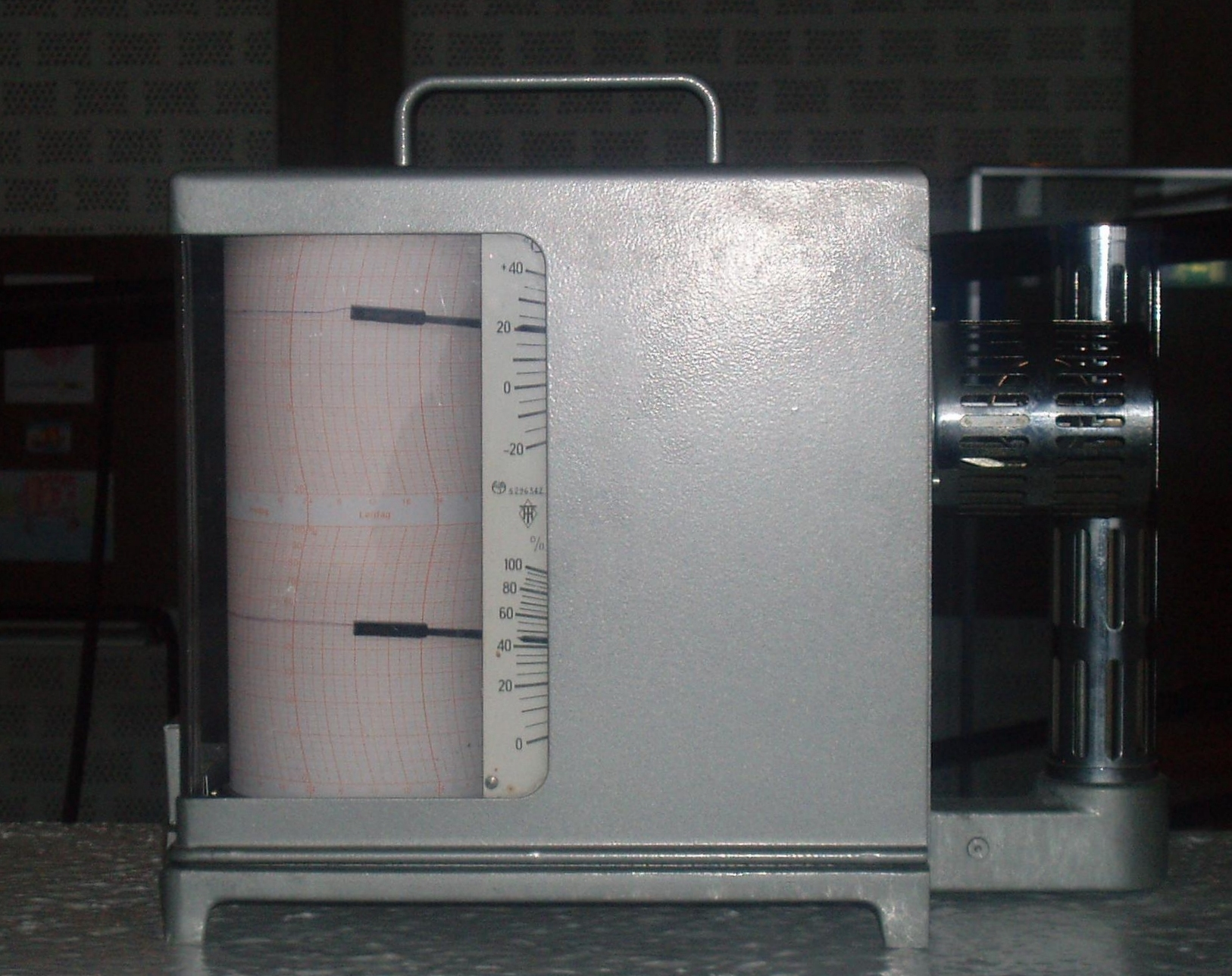
Egy meteorológiai higrométer, hőmérővel ellátva

A relatív páratartalmat több elv alapján is mérhetjük műszerrel. Magát a műszert higrométernek nevezzük, a működési elv alapján teszünk különbséget köztük.

### Hajszál-higrométer
Egyes állati szervek hossza a levegő relatív nedvességtartalmának függvényében változik. Ilyen például a marhabél vagy a hajszál (innen a műszer neve is). Ha tehát egy spirálrugó tengelyére egy hosszú hajszálat csévélünk, majd mutatóval ellátjuk, már csak skálát kell hozzá alkotnunk, és a műszerünk használatra alkalmas. Nagy előnye a viszonylag egyszerű és olcsó kivitelezés.

### Elektromos higrométer
A mérés elve, hogy egy légkondenzátor kapacitása a levegő páratartalmától is függ. Ha tehát adott töltéssel rendelkező kondenzátor fegyverzetei között a feszültséget mérjük, akkor az a levegő abszolút páratartalmával arányos lesz. Ehhez egy elektromos hőmérőt kapcsolva megfelelően kalibrált skálán a relatív páratartalom értéke meghatározhatóvá válik. A műszer előnye a nagy üzembiztonság és a kis energiaigény.

### Pszichrométer
A pszichrométer a párolgási hőmérséklet alapján határozza meg a relatív páratartalmat. Két üveggömbből áll, az egyiket szárazon tartjuk, a másikat pedig nedves harisnyába burkoljuk. Mindkettőhöz tartozik egy-egy hőmérő. A nedves gömb hőmérséklete a párolgás miatt alacsonyabb lesz, mint a szárazé, ebből pedig a relatív páratartalom megállapítható. A két gömb hőmérséklete a harmatpont elérésekor megegyezik, a különbség a levegő szárazságával együtt nő.

### Gravitronikus higrométer
A mérés elve, hogy a nedves levegő sűrűsége kisebb, mint a szárazé, így az arkhimédeszi felhajtóerő is alacsonyabb. Ha tehát egy mutatót könnyű, nagy térfogatú (azaz kis sűrűségű) gömbbel kiegyensúlyozzuk, akkor a levegő sűrűségének változásával a mutató helyzete is változni fog.

## Jelentősége
A relatív páratartalomnak a legfontosabb szerepe a csapadékképződésben van. Ha ugyanis a levegő a telítetthez közeli állapotba kerül, akkor a hőmérséklet csökkenése túltelítetté teheti, így, ha vannak kondenzációs centrumok, azokon a telítetten túli páratartalom kicsapódik. Ilyen hatásai lehetnek a hegygerincen átbukó levegőnek a hegy lábánál lévő meleg, párás levegőre, de például a fronthatásban is szerepet játszik. Ilyen módon az orvosmeteorológiában komoly szerepet kap a relatív páratartalom.

### Meteorológiai szerepe

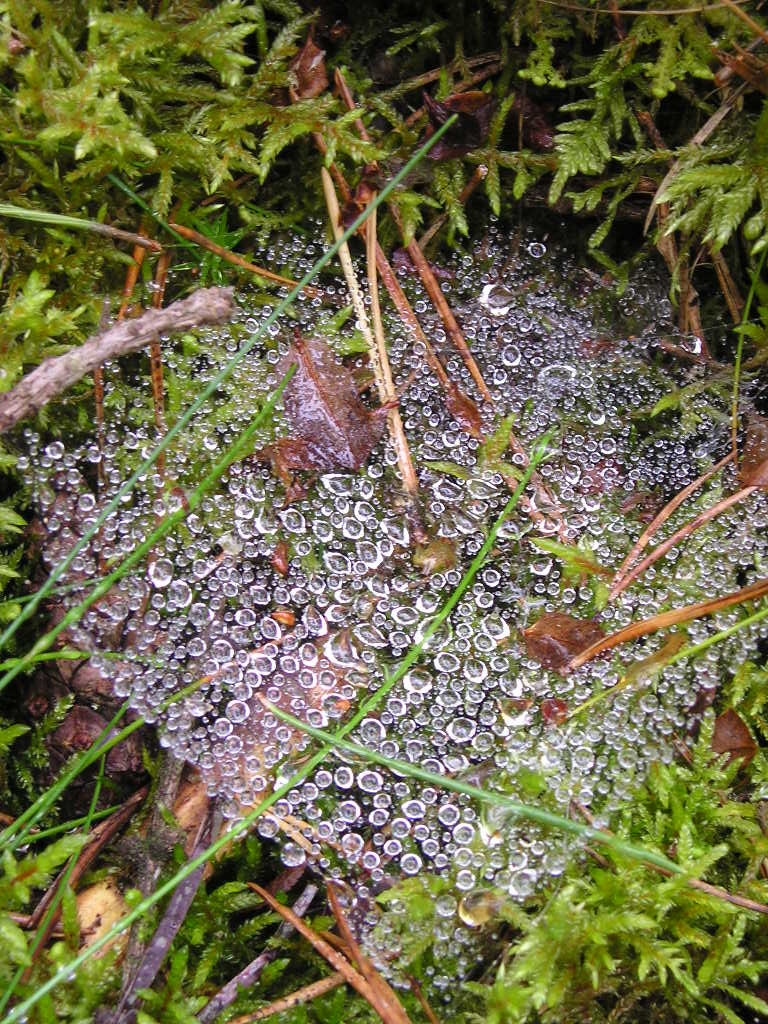
Harmatcseppek pókhálón

A relatív páratartalom hőmérséklettől való függése áll a harmatképződés mögött is. A levegő ugyanis az éjszakai órákban folyamatosan hűl, és napkelte előtt éri el a legalacsonyabb hőmérsékletét. Ha nap közben elég meleg volt, akkor nagy abszolút páratartalom mellett is lehet alacsony a relatív páratartalom, ami azonban erősen megnő a hajnali lehűlés miatt. Ekkor a kondenzációs gócokon (fűszálak hegye, levelek éle, faágak, stb.) a túltelített levegőből a párafölösleg kicsapódik. Ehhez értelemszerűen nagy hőingás szükséges, ezért a harmatképződés a tavaszi és őszi időszakokban a legjellemzőbb.
Ha a pára a talajközeli levegőben található kondenzációs gócokon csapódik ki, akkor köd keletkezik. Attól függően, hogy a lehűlés honnan történik, megkülönböztethetünk különböző ködfajtákat.
A talaj felmelegedése a relatív páratartalom csökkenését idézi elő, így a létrejövő feláramlás jelentős mennyiségű vizet visz magával. Ezek a légtömegek a felső légrétegekben lehűlnek, túltelítetté válnak. Ha vannak kondenzációs magok, azok felhőelemekként viselkednek. A kialakuló felhők a talajt érő napsugárzás mennyiségét csökkentik, így annak csökkenő hőmérsékletét okozzák. Emellett a létrejövő csapadék a mérsékelt égövben a talajt hűti, a hideg égövben pedig a csapadék, mivel hóként és jégként jelenik meg, az albedót növeli. Ezen okból az emberi, főleg ipari tevékenység, mivel a felhőképződést gyorsítja, a talaj felmelegedését segíti, így a globális felmelegedéshez járul hozzá.

### Fiziológiai jelentősége
Az emberi szervezet számára a 40-60%-os relatív páratartalom az optimális, az ettől való eltérés diszkomfortérzetet okoz. A magas páratartalom esetén az ember verejtéke nem vagy csak lassan párolog, így a levegőt fülledtnek érezzük. Alacsony páratartalom esetén a nyálkahártyák kiszáradnak, ez kellemetlen, kaparó, köhögésre ingerlő érzetet okoz az embernek. Ez 20 °C-on nagyjából 7-10 g/m3 abszolút páratartalmat jelent.
A fülledt levegő ráadásul pozitív visszacsatolást is okoz, a verejték hűtő hatását ugyanis a lassú párolgás mérsékli, erre a szervezet fokozott verejtékezéssel reagál, ami kiszáradáshoz vezethet.

### Egyéb alkalmazások

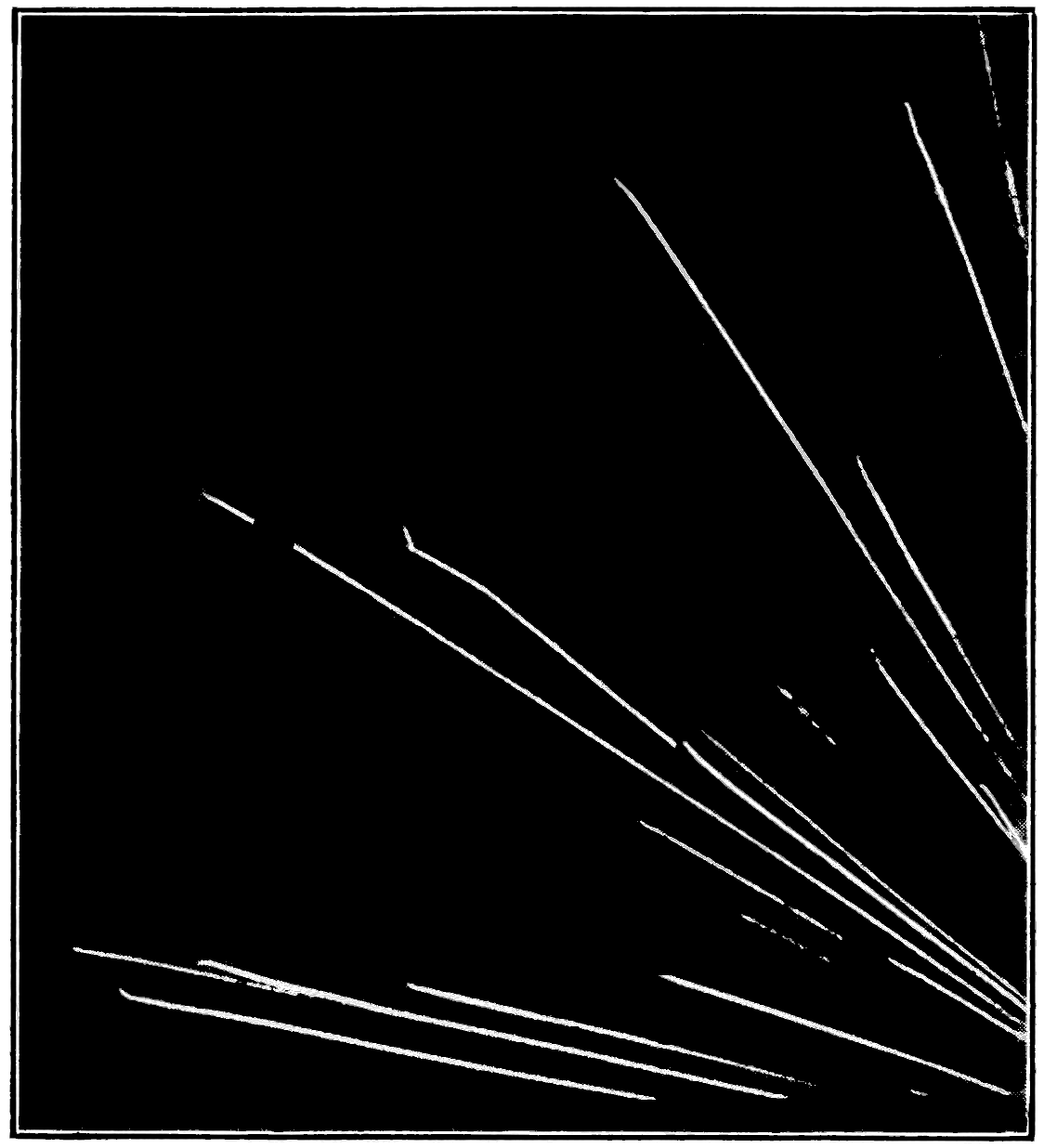
Alfa-részecskék nyoma ködkamrában

A túltelített levegőben szinte bármi lehet kondenzációs góc, akár ionizált részecske is. Így például részecskesugárzást is lehet vele kimutatni. Ezt a berendezést ködkamrának nevezzük. Ebben nem annyira a hőmérséklet, inkább a nyomás csökkentésével érjük el a túltelítettséget, ez ugyanis egyszerűbben kivitelezhető, de a következmények szempontjából az eredmény azonos.
A ködkamrákban könnyen illó folyadékot, általában izopropanolt használnak, hogy a túltelítettség könnyebben elérhető legyen.